# 龙耀路隧道
龙耀路隧道，是黄浦江上的一座公路隧道，于2010年4月15日部分建成通车。

## 概况
龙耀路隧道为东西走向，西起徐汇区龙耀路天钥桥南路东侧，沿龙耀路向东过江，在浦东新区登陆后沿德恒路下穿济阳路至成山路长清路西侧，全长4.04公里。隧道全长3564米，除起讫点外，在浦西侧云锦路以东及浦东侧济阳路以西处各设有一对出入口匝道，主线建设规模为双管单层双向四车道，设计时速40公里。
2009年10月20日，隧道北线结构贯通。
2020年1月18日，结构全线贯通。成山路入口预计于同年8月30日通车。

## 途径公交线路
761、南川线